# Чужий: Воскресіння
«Чужий 4: Воскресіння» (англ. Alien: Resurrection) — фантастичний бойовик французузького кінорежисера Жана-П'єра Жене. Світова прем'єра відбулася 6 листопада 1997 року. 4 частина з циклу фільмів про Чужих.

## Сюжет
Дія відбувається на величезному дослідному космічному кораблі «Оріга», який належить військовим. Через 200 років з дня загибелі лейтенантки Ріплі військові та вчені в гонитві за створенням досконалої біологічної зброї повертають її до життя методом клонування із залишків крові. ДНК Ріплі й Чужого змішалися, і вчені сподіваються розділити їх, отримавши ембріон матки Чужих. Після 7 невдалих спроб їм це вдається, клон залишають живим. Невдовзі Ріплі (№ 8) демонструє чудову здібність до навчання і деякі здібності, запозичені від Чужого, зокрема, кислотну кров. Крім того, в неї збереглися деякі спогади, які вона поділяла з Чужим.
Матка швидко розвивається під контролем вчених і незабаром починає відкладати яйця. До того часу космічні капери на чолі з Елджином доставляють «вантаж» — захоплену команду вантажного корабля «Бетті». Вчені використовують непритомний персонал корабля як інкубатори для зародків Чужих. Найманці затримуються для відпочинку на дослідній базі на пару днів. Вони зустрічають на спортмайданчику Ріплі, котра демонструє надлюдську силу та реакцію.
За цей час із заражених людей з'являються особини Чужих-трутнів. Одна з членів каперської команди, дівчина Колл, намагається знайти Ріплі та знищити її і зародка матки. Їй це не вдається, й військові виявляють її діяльність, оголошуючи Колл терористкою. Відбувається збройне зіткнення між каперами та військовими, капери отримують перемогу, захоплюючи одного з солдатів і вченого, керівника проєкту клонування. Під час перестрілки Чужі в одній з кліток знаходять спосіб вибратися і тікають. Оголошується евакуація.
Після евакуації військових пірати мають намір також покинути дослідну базу і намагаються дістатися до свого корабля «Бетті». По дорозі вони зустрічають Ріплі. Як з'ясовується, база за непередбачених обставин автоматично відправляється додому — на Землю. По дорозі на «Бетті» група знаходить вцілілого члена команди, захопленого каперами, і вирішує взяти його з собою, не знаючи, що той заражений. Ріплі випадково виявляє лабораторію, де знаходяться результати семи попередніх невдалих спроб її клонувати. Це спотворені копії Ріплі, в яких різним чином проявляються риси Чужих. Одна з клонів, що виявилася притомною, просить вбити її, і Ріплі № 8 спалює її з вогнемета.
Через деякий час захоплений військовий вчений доктор Рен хитрощами отримує зброю Колл, стріляє в неї і намагається дістатися першим до «Бетті». Колл виживає і з'ясовується, що вона — андроїд останнього покоління. З її допомогою Ріплі хоче знищити базу, щоб не допустити потрапляння Чужих на Землю. Колл прямо підключається до головного комп'ютера бази і змінює курс з метою розбити корабель об поверхню Землі. Решта продовжує рухатися до «Бетті».
Ріплі захоплюють Чужі і переносять її в камеру з маткою. З'ясовується, що матка перейняла у ДНК Ріплі здатність народжувати як людина. На світ з'являється чудовисько Новонароджений, що поєднує риси людини й Чужого, маючи схоже на череп лице. Чудовисько вбиває матку, сприймаючи Ріплі за власну матір. Ріплі тим часом рятується втечею. В останній момент вона встигає на «Бетті», але, як виявляється, монстр також потрапляє на борт. Ріплі, користуючись довірою монстра, навмисно ранить свою руку об зуби Новонародженого, бризнувши кров'ю-кислотою на ілюмінатор. Крізь утворений отвір стрімко виходить повітря і розриває істоту на дрібні шматки. Вцілілі прилітають на Землю на «Бетті».
Колл і Ріплі спостерігають з орбіти Землю. На питання Колл, що робити далі, Ріплі відповідає, що не знає, адже вона тут чужа.

## Акторський склад
- Сігурні Вівер — Ріплі № 8
- Вайнона Райдер — Анналі Колл
- Домінік Пінон — Врііс
- Рон Перлман — Джонер
- Гарі Дурдан — Крісті
- Майкл Вінкотт — Френк Елджин
- Кім Флауерс — Сабра Гіллард
- Ден Гедайя — генерал Мартін Перез
- Дж.Є. Фріман — доктор Мейсон Врен
- Бред Дуріф — доктор Джонатан Гедімен
- Реймонд Круз — Вінсент ДіСтефано
- Ліленд Орсер — Ларрі Пурвіс
- Керолін Кемпбелл — Карлін Вільямсон
- Марлен Буш — вчений
- Девід Ст. Джеймс — хірург
- Родні Мітчел — солдат з рукавичкою
- Роберт Фалтіско — застрелений солдат
- Девід Роу — заморожений солдат
- Гаррет Гаус — солдат
- Род Дамер — солдат
- Марк Менсфілд — солдат
- Деніел Реймонт — солдат
- Кріс Д'Аннунцио — солдат
- Стівен Ґілборн — голос «Батька», озвучка
- Роберт Бастенс — спляча людина
- Ріко Буено — спляча людина
- Алекс Лорр — спляча людина
- Рональд Рамессар — спляча людина
- Ніколь Феллоуз — молода Ріплі
- Том Вудрафф мол. — Матка Чужих
- Джоан ЛаБарбара — голос Новонародженого #1, озвучка
- Арчі Ган — голос Новонародженого #2, озвучка
- Реган Дакейсс — хірург, у титрах не вказаний
- Ніто Ларіоза — спляча людина, у титрах не вказаний
- Бред Мартін — застрелений солдат, у титрах не вказаний
- Девід Бріттен Прайор — чужий, у титрах не вказаний
- Едді Янсік — солдат, що приголомшив Ріплі, у титрах не вказаний

## Нагороди і номінації

### Нагороди (4 нагороди)
- Переможець премії кінодистриб'ютора «Блокбастер» за найкращу акторку другого плану (Вайнона Райдер) (1998 рік).
- Переможець премії Bogey Awards (1997 рік).
- Переможець премії DVD Exclusive Awards за найкращий класичний фільм на DVD (Чарлз де Лаузиріка) (2003 рік).
- Переможець премії Лас-Вегаської асоціації кінокритиків за найкращу фільм на DVD (2004 рік).

### Номінації (14 номінацій)
- Номінований на кінопремію «Сатурн» за найкращу DVD-колекцію (2004 рік).
- Номінований на кінопремію «Сатурн» за найкращу акторку (Сігурні Вівер)(1998 рік).
- Номінований на кінопремію «Сатурн» за найкращу костюми (Боб Рінгвуд)(1998 рік).
- Номінований на кінопремію «Сатурн» за найкращого режисера (Жан-П'єр Жене)(1998 рік).
- Номінований на кінопремію «Сатурн» за найкращий науково-фантастичний фільм(1998 рік).
- Номінований на кінопремію «Сатурн» за найкращі спецефекти (Пітоф, Ерік Генрі, Елік Джилліс, Том Вудрафф мол.)(1998 рік).
- Номінований на кінопремію «Сатурн» за найкращу акторку другого плану (Вайнона Райдер)(1998 рік).
- Номінований на премію кінодистриб'ютора «Блокбастер» за найкращу акторку (Сігурні Уівер)(1998 рік).
- Номінований на премію DVD Exclusive Awards за найкращий дизайн меню (Метт Кеннеді)(2003 рік).
- Номінований на премію DVD Exclusive Awards за найкращі сцени у новому фільмі (Чарлз де Лаузиріка, Девід Краузер)(2003 рік).
- Номінований на премію DVD Exclusive Awards за найкращі додатки на DVD (Чарлз де Лаузиріка)(2003 рік).
- Номінований на премію Satellite Awards за найкращий екстра DVD (2004 рік).
- Номінований на премію Satellite Awards за найкращий загальний DVD (2004 рік).
- Номінований на премію Satellite Awards за найкращу анімацію і мікшування у фільмі (Білл Бадалато, Гордон Керролл, Девід Гайлер, Волтер Гілл) (1998 рік).